# Kítion

Utgrävningar i Kítion, Svenska Cypernexpeditionen 1929-1930. Fotograf John Lindros.

Kítion är en fornlämning i Cypern.   Den ligger i distriktet Eparchía Lárnakas, i den östra delen av landet, 40 km sydost om huvudstaden Nicosia. Kítion ligger 24 meter över havet. Den ligger på ön Cypern.
Terrängen runt Kítion är platt. Havet är nära Kítion österut.  Närmaste större samhälle är Larnaca, 0,68 km väster om Kítion. Trakten runt Kítion består till största delen av jordbruksmark.